# Bell Ville
Bell Ville is een plaats en gemeente in het Argentijnse bestuurlijke gebied Unión in de provincie Córdoba. De plaats telt 34.439 inwoners.

## Geboren in Bell Ville
- Mario Kempes (1954), voetballer
- Leandro Bottasso (1986), baanwielrenner
- Andrés Fabricio Romero (1989), voetballer